# Dar al-Horra
Dar al-Horra (in arabo دار الحرة‎?; in spagnolo Palacio de Dar al-Horra) è un antico palazzo nasride XIV secolo situato nel quartiere Albaicín di Granada, in Spagna. Dall'inizio del XVI secolo è stato utilizzato come parte del Monastero di Santa Isabel la Real. Ora è stato designato monumento storico.

## Storia

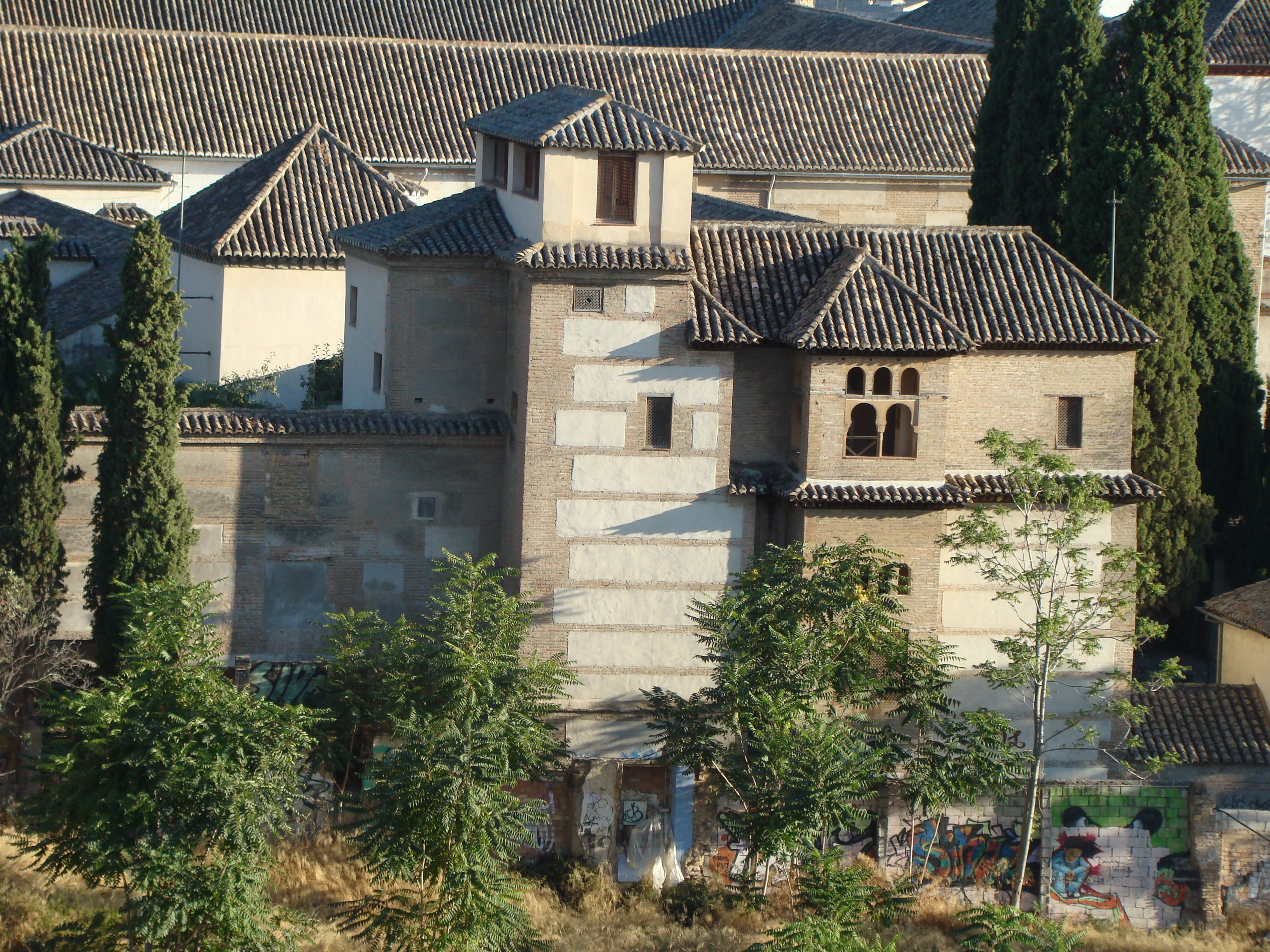
Vista del Dar al-Horra sulla collina dell'Albaicin

Il palazzo risale al XV secolo, quando Granada era la capitale dell'ultimo Emirato musulmano della penisola iberica, sotto la guida della dinastia dei Nasridi. Probabilmente fu costruito sotto il regno di Yusuf II. Verso la fine della dinastia, il palazzo fu utilizzato come residenza da ʿĀʾisha al-Ḥorra (o Aixa), la moglie del sultano Abu l-Hasan 'Ali, noto anche come "Muley Hacén", e madre dell'ultimo sultano nasride, Muhammad XII noto anche come "Boabdil". Il nome "Dar al-Horra" ("Casa della donna libera") deriva da questa associazione. Il palazzo si trova in cima alla collina del quartiere Albaicin, che un tempo era il sito dell'Alcazaba al-Qadima, l'ex palazzo e cittadella dei sovrani Ziridi durante il periodo dei regni di Taifa nell'XI secolo. C'è qualcuno che ipotizza che il palazzo fosse originariamente parte del palazzo Zirid, ma questo non è stato dimostrato con prove.
Dopo la caduta di Granada e la fine della Reconquista, nel 1492, la proprietà fu ceduta a Hernando de Zafra, segretario dei monarchi cattolici, che la utilizzò come sua residenza. Nel 1493 il palazzo fu sede di diversi accordi firmati tra i monarchi cattolici e la restante nobiltà musulmana, a seguito dei quali quest'ultima partì per il Marocco. Nel 1507 il palazzo fu convertito, dalla regina Isabella di Castiglia, in convento francescano per suore, come parte del Monastero di Santa Isabel la Real.

## Architettura
Il palazzo mostra molte delle caratteristiche tipiche dell'architettura nasride e moresca. L'edificio a due piani è disposto intorno ad un patio centrale rettangolare con una piccola piscina. Questa disposizione del cortile recintato si adattava al suo uso successivo come chiostro per le suore, che contribuì al suo successivo buono stato di conservazione. Le stanze principali dell'edificio si trovano dietro un portico a due piani sul lato nord del cortile e a uno a un piano sul lato sud. Alcune delle stanze e dei corridoi contengono alcuni resti, limitati ma ben conservati, della decorazione dell'era nasride in stucco scolpito. Sul lato meridionale del cortile si trova una grande sala che fu utilizzata come cappella dopo la Reconquista fino a quando fu costruita nelle vicinanze la chiesa di Santa Isabel la Real. Sul lato nord ci sono diverse stanze su due piani. Sull'asse mediano dell'edificio, su entrambi i piani, c'è una stanza che sporge verso l'esterno dal resto dell'edificio, fungendo da mirador (vedetta). Il piano superiore offre una vista sulle mura ziridi dell'XI secolo e sui quartieri al di là a nord. All'angolo nord-est dell'edificio si trova una sezione simile a una torre che sale fino a un terzo piano.

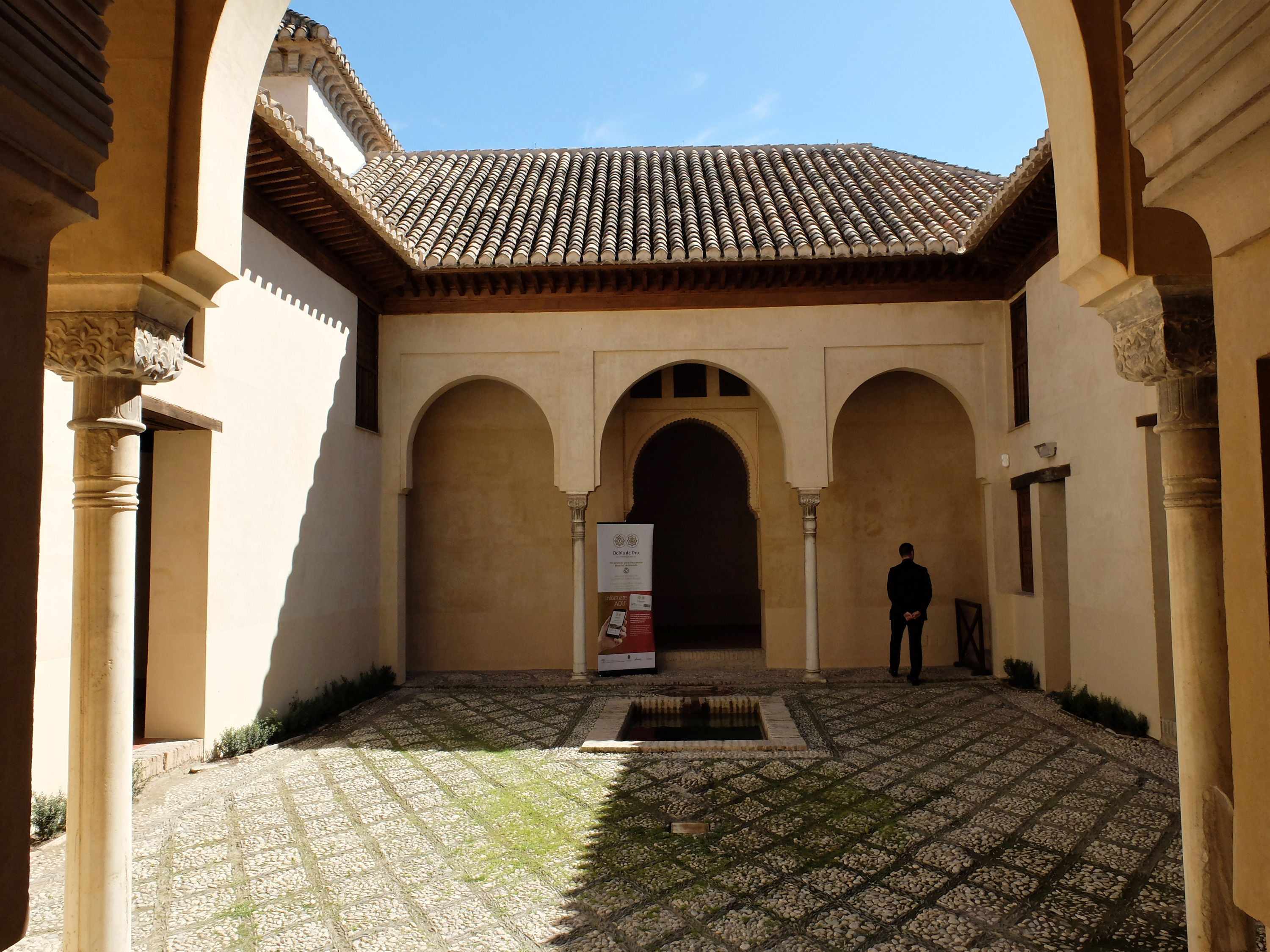
Il patio principale, rivolto a sud
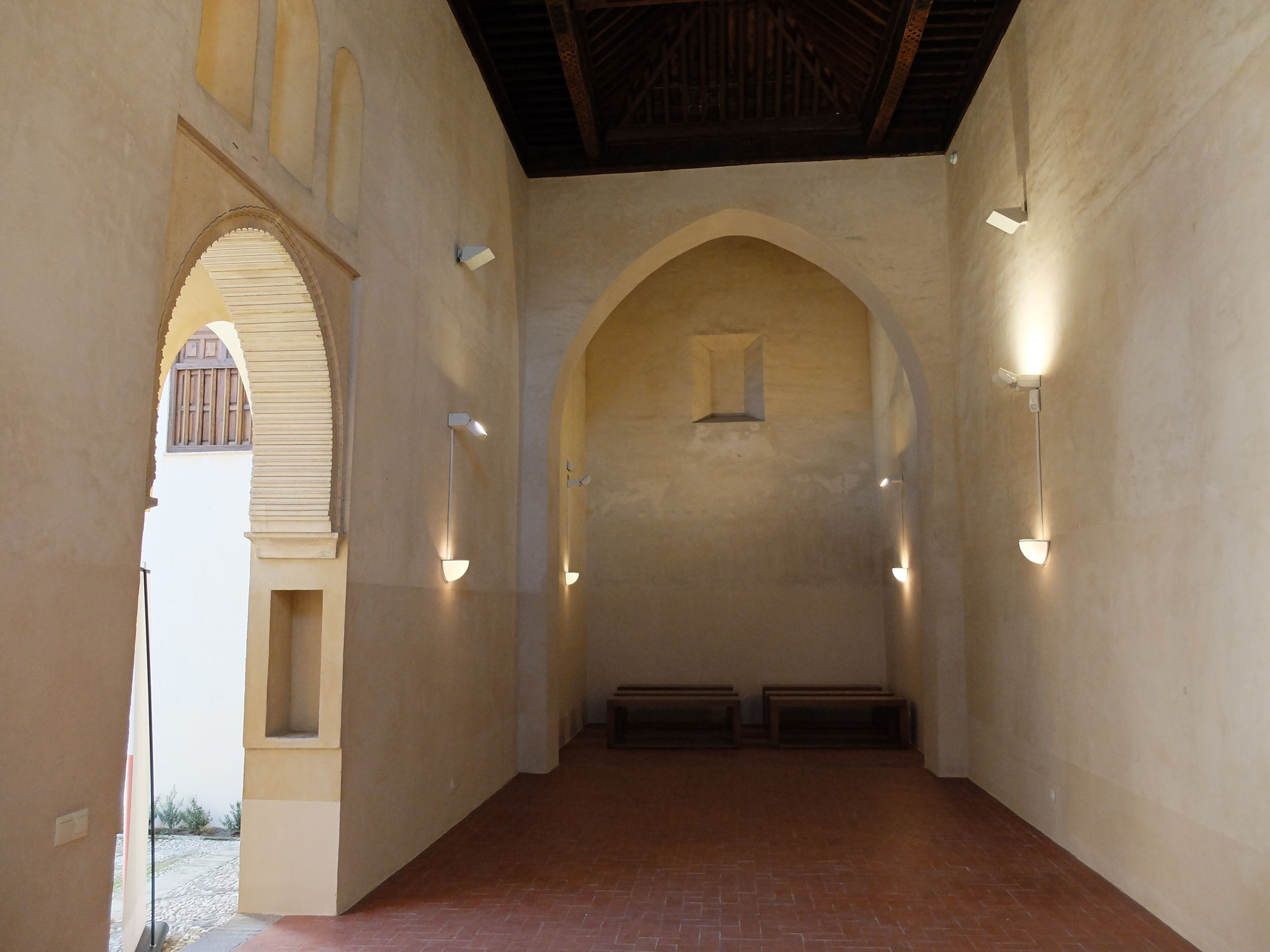
La camera meridionale
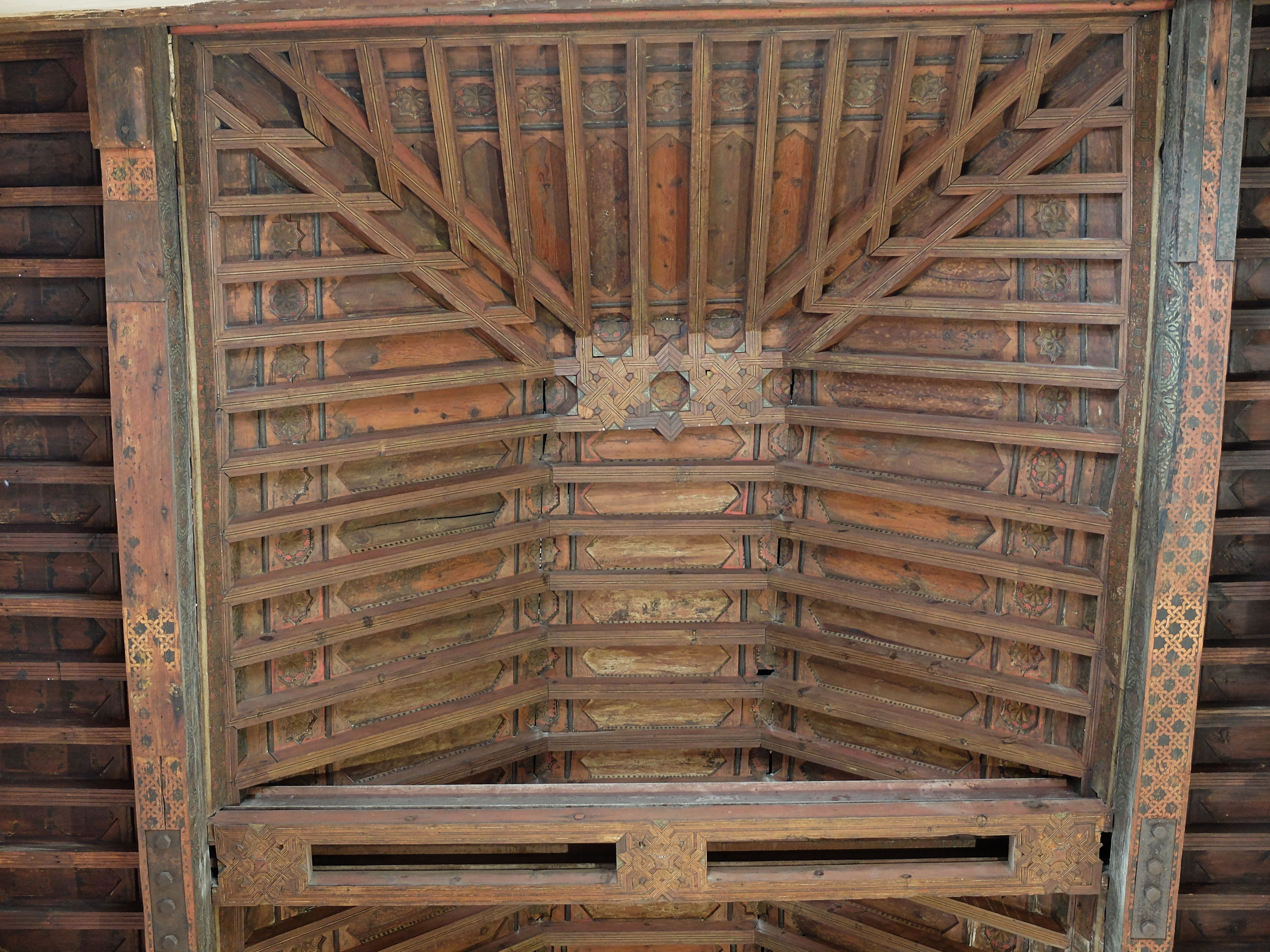
Il soffitto ligneo (con alcune decorazioni dipinte e scolpite) della camera meridionale
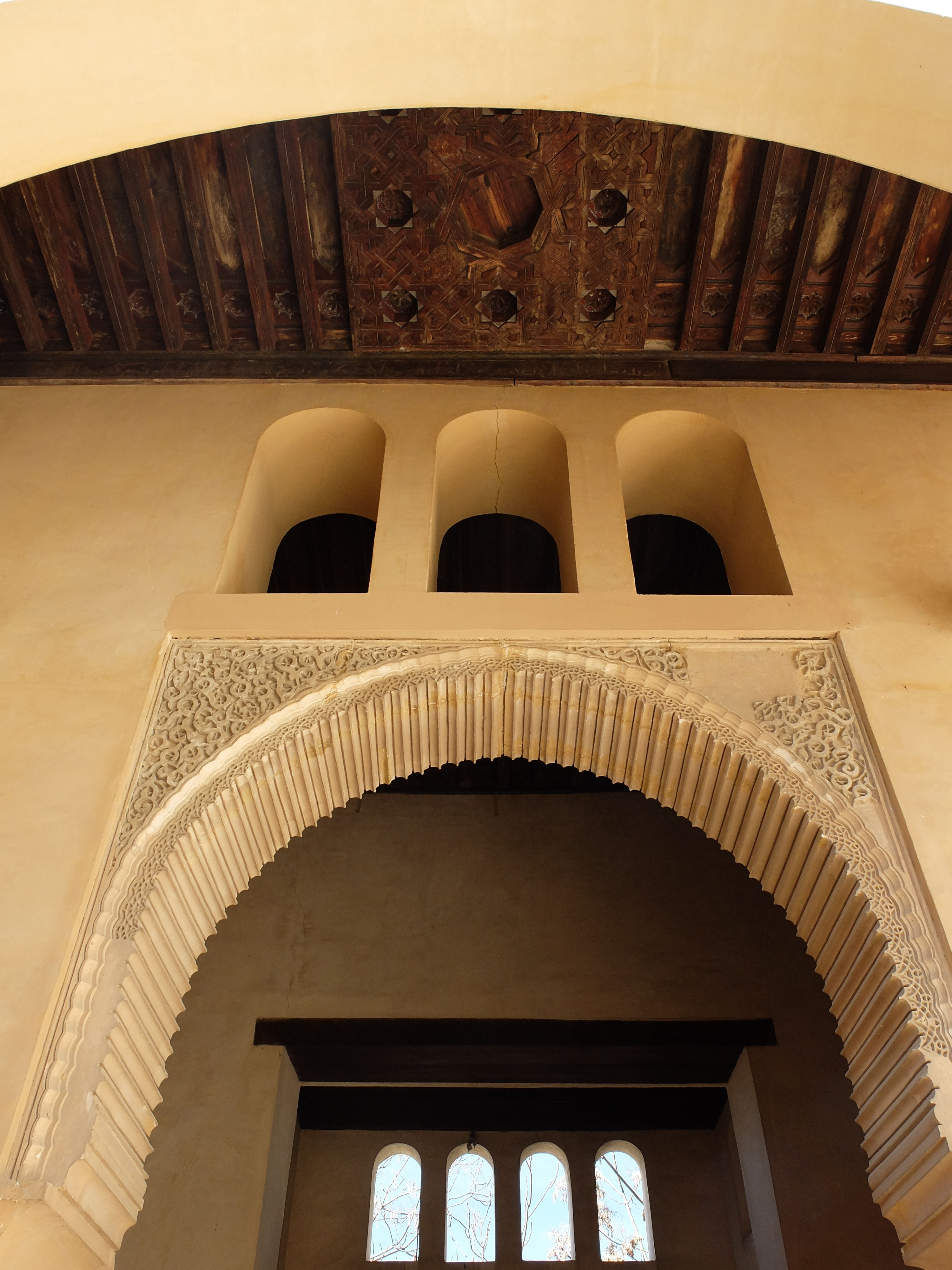
Ingresso alle stanze dal lato nord del patio
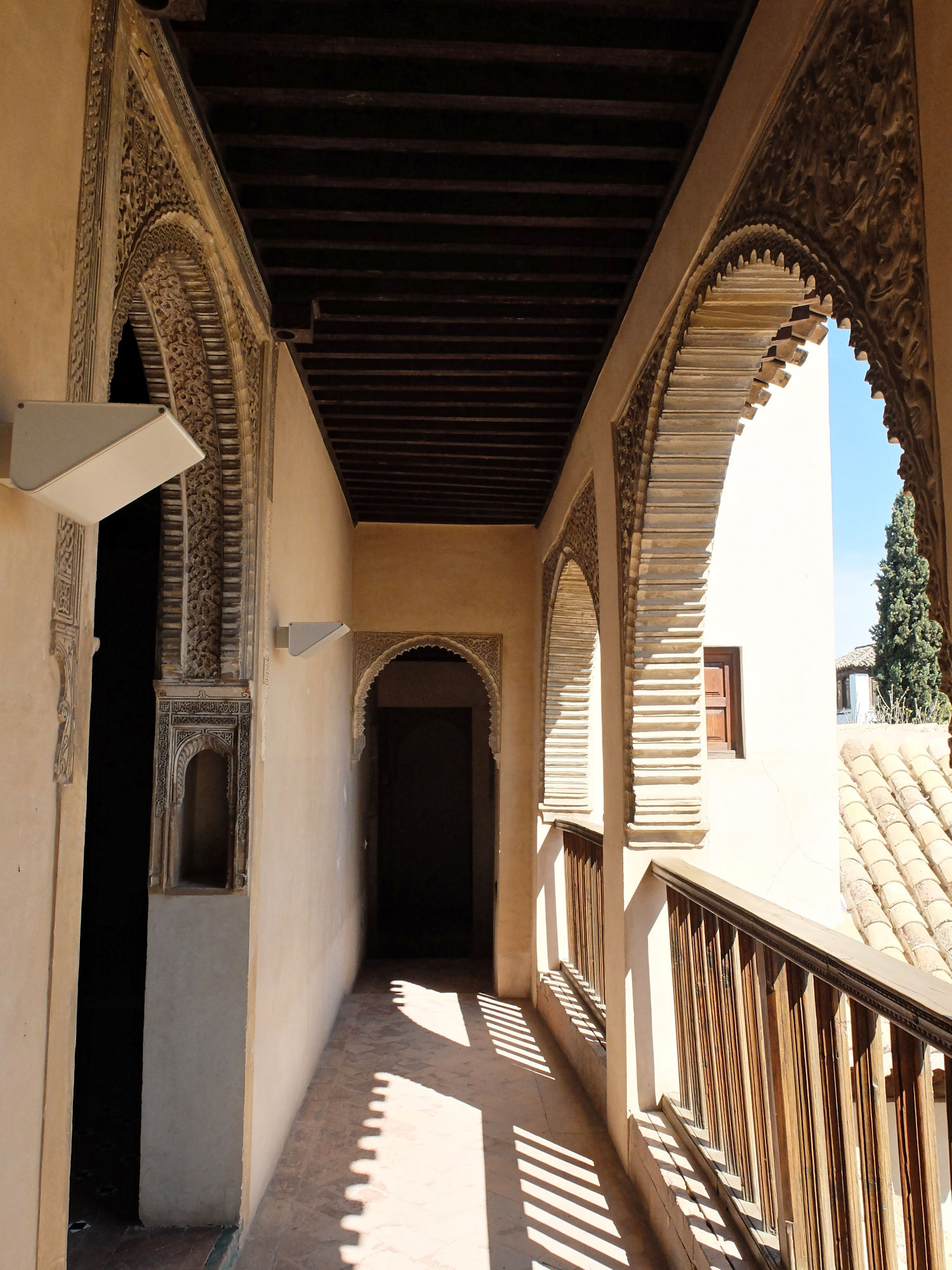
Balcone e archi al secondo piano del lato nord
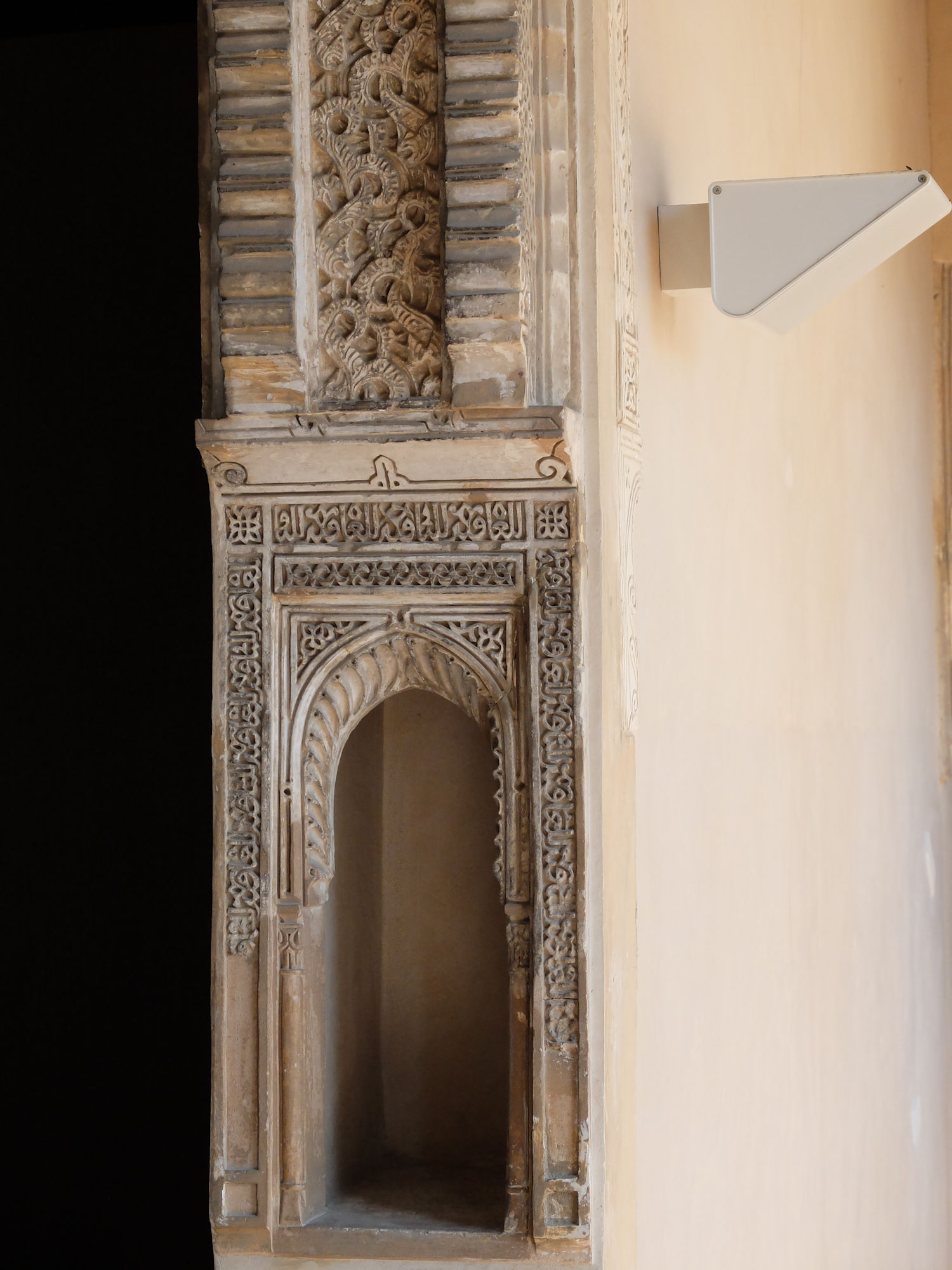
Decorazione in stucco dell'epoca dei nasridi e nicchia ornamentale
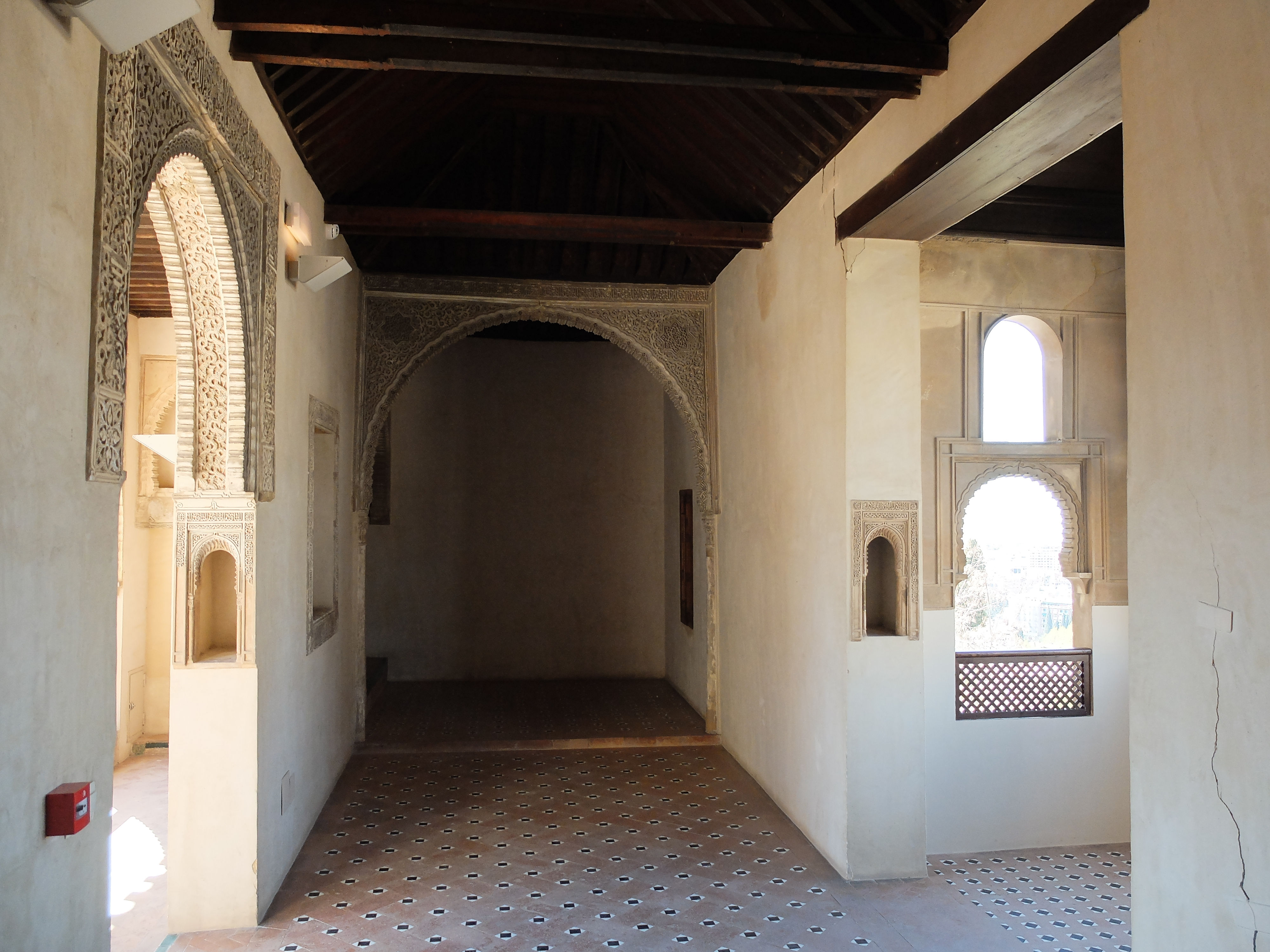
Camere al secondo piano del lato nord
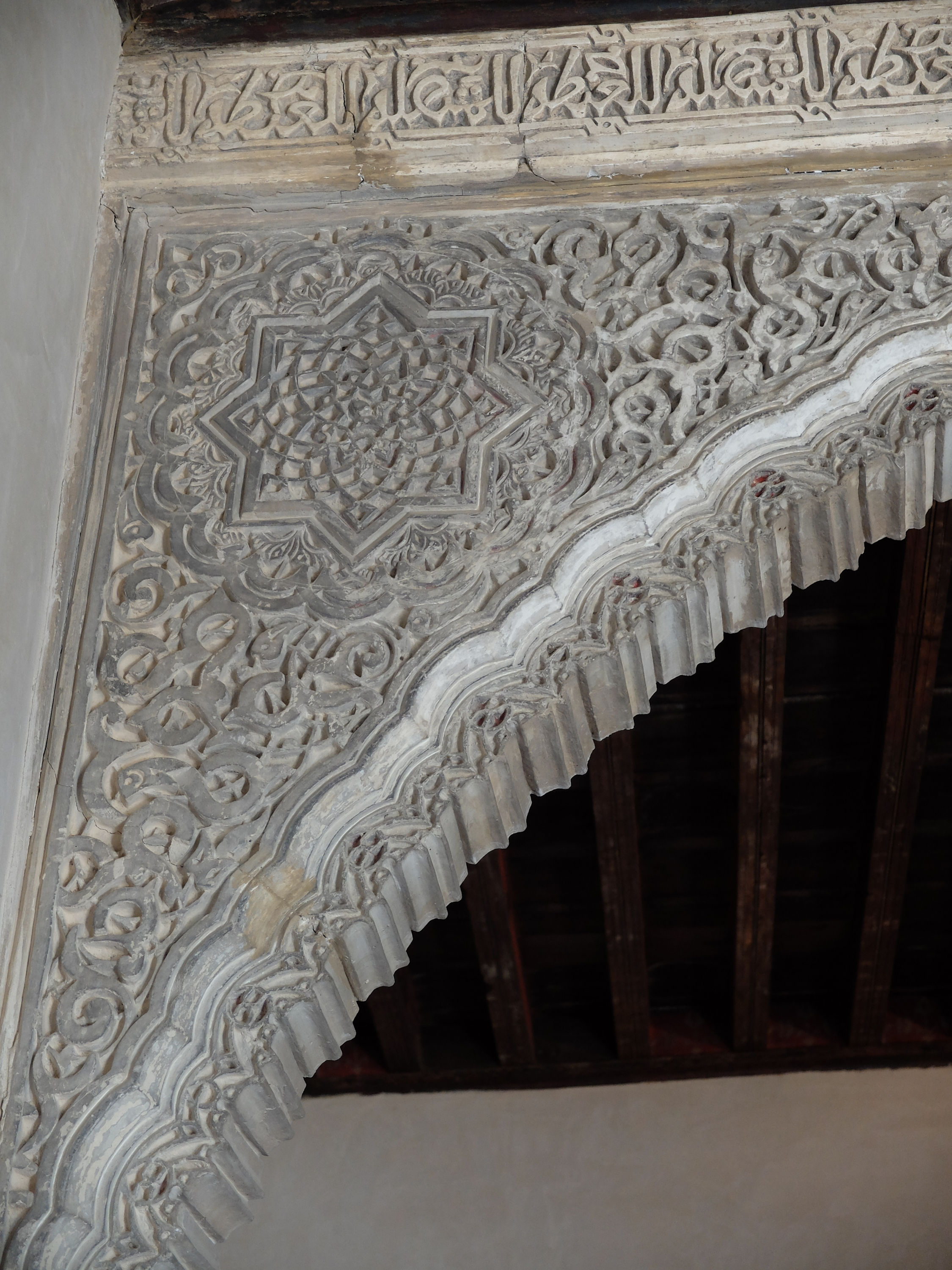
Decorazione in stucco dell'epoca dei nasridi nelle stanze settentrionali
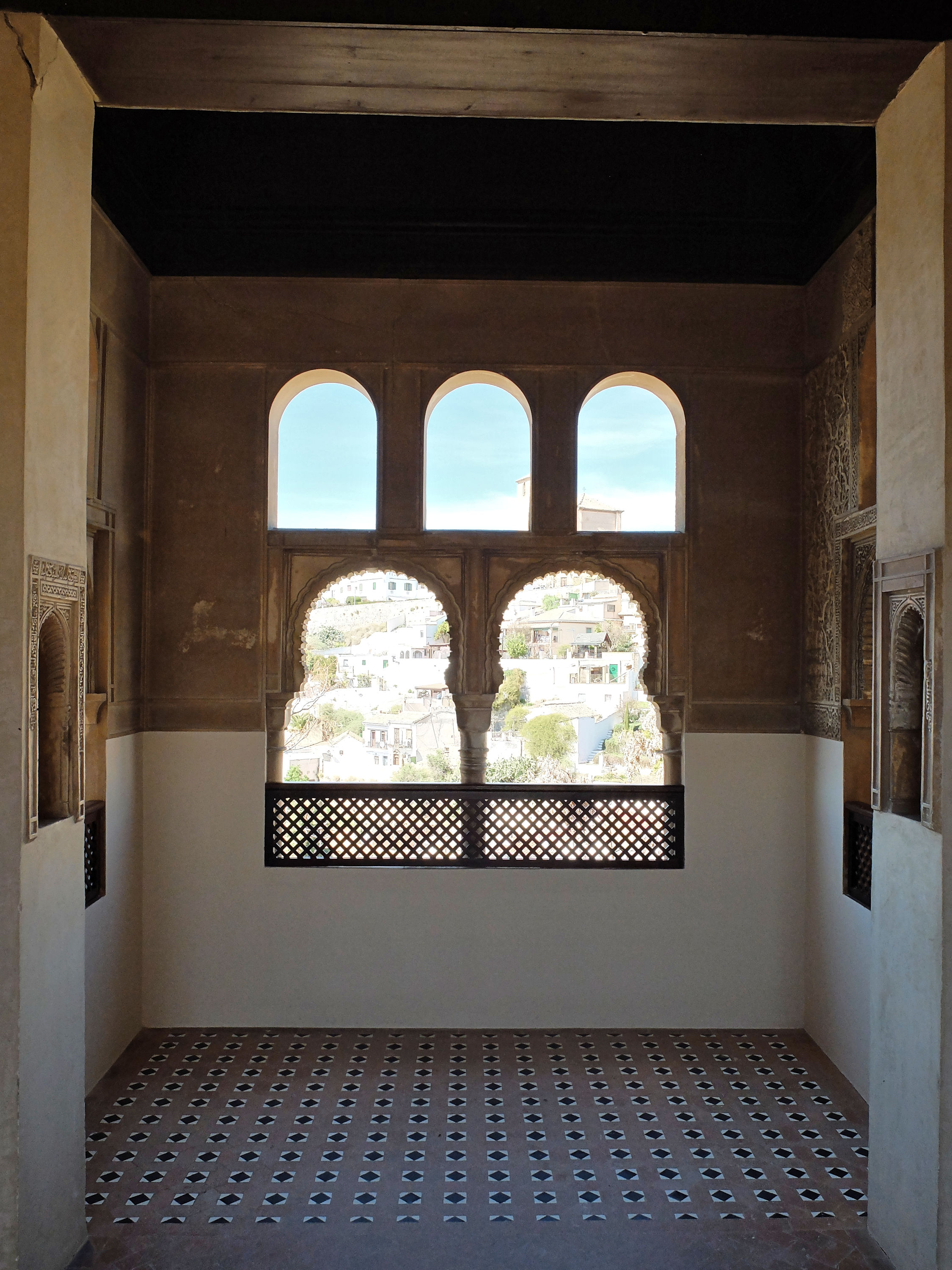
La stanza del mirador (vedetta) al piano superiore
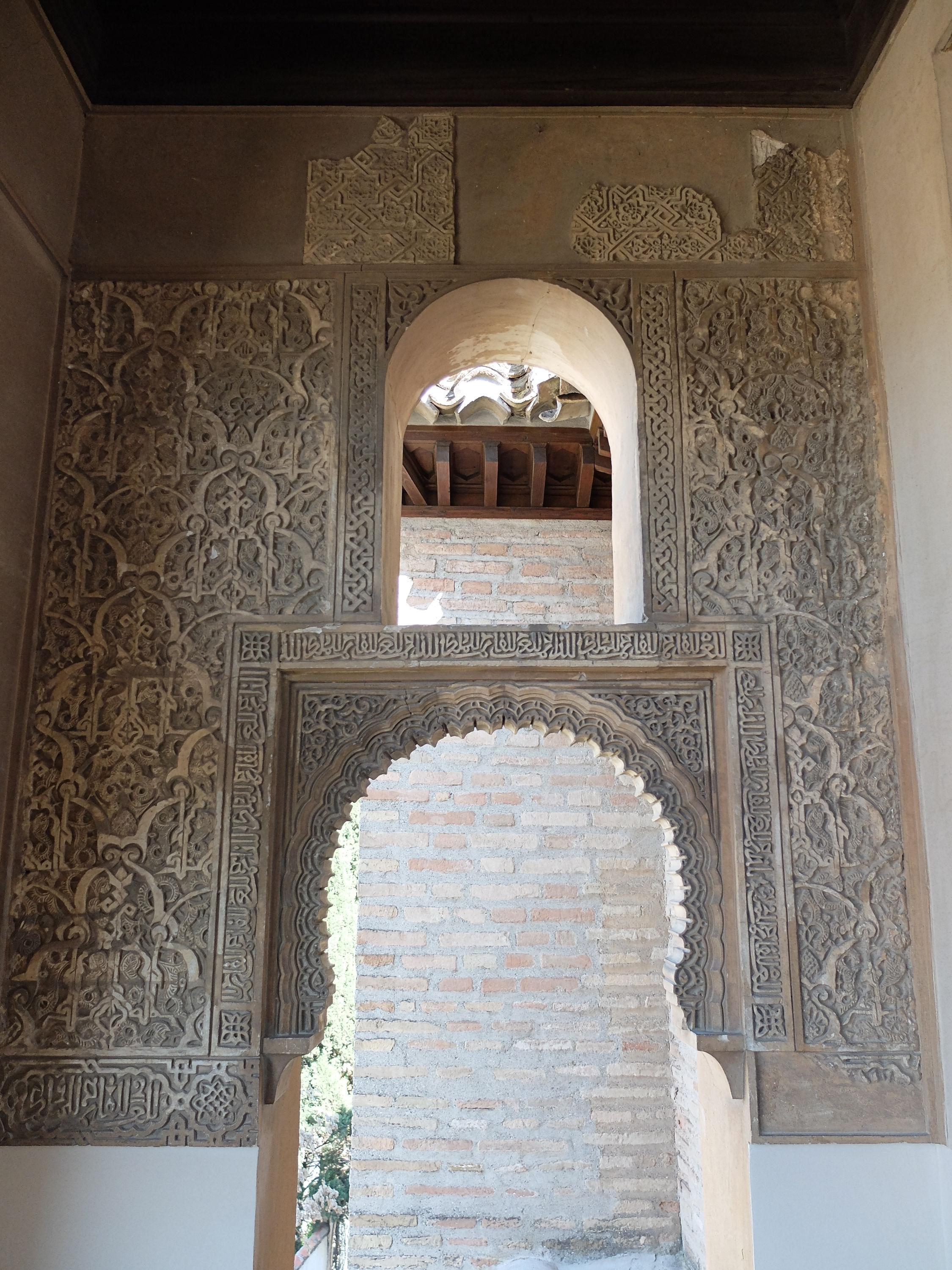
Resti di decorazioni intagliate a stucco nella sala del mirador al piano superiore